# Almost a Husband (film, 1925)
Pour les articles homonymes, voir Almost a Husband.
Almost a Husband est un film muet américain réalisé par Charles Lamont et sorti en 1925.

## Fiche technique
- Titre : Almost a Husband
- Réalisation : Charles Lamont
- Scénario : Charles Lamont, d'après sa nouvelle
- Production : Abe Stern, Julius Stern pour Century Film
- Distribution : Universal Pictures
- Genre : Comédie
- Date de sortie :
  - États-Unis : 29 avril 1925

## Distribution
- Buddy Messinger
- Beth Darlington